# 센모 본선
센모 본선(일본어: 釧網本線,せんもうほんせん)은 홋카이도 아바시리시의 아바시리역과 구시로시의 히가시쿠시로역을 잇는 홋카이도 여객철도의 철도 노선이다.
JR 노선 명칭공고에는 히가시쿠시로 역이 기점으로 되어있어서 구시로 발 아바시리 행이 하행이 되어야 옳으나, 실제로는 아바시리 발 구시로 행이 하행으로 안내된다.

## 노선 정보
- 관할(사업종별) : 홋카이도 여객철도(제1종)
- 구간(영업 거리) : 아바시리 역 - 히가시쿠시로 역 (166.2km)
- 역 수 : 27개소(기종점 및 임시역 포함 시)
  - 기종점 역 제외 시 25개소
- 궤간 : 1067mm(협궤)
- 최대 속도 : 시속 80km

## 역 목록
편의상 히가시쿠시로역의 모든 열차가 직통하는 네무로 본선 구시로역까지의 구간을 기재한다.
- (임)：임시승강장
- 정차역
  - 보통 - 기본적으로 모든 역에 정차하지만, 일부 열차는 ▽ 표시 역을 통과 (겐세이카엔 역과 구시로 습원 역은 아래 참조)
  - 쾌속 시레토코 - ● 표시 역 정차, ■ 표시 역은 기간에 따라 정차 (아래 참조) | 표 역은 통과
    - ※ 1 겐세이카엔 역 : 영업 기간 5월 1일 - 10월 31일 야간 열차 이외 모든 열차 정차. 기간 밖은 모든 열차 통과.
    - ※ 2 구시로 습원 역 : 5월 1일 - 11월 30일 마지막 열차 이외 모든 열차 정차. 그렇지 기간은 낮 시간대에만 정차 (쾌속 "시레토코"는 구시로역 방향 열차만 연중 정차)

- 선로 (전선 단선) ... ◇ : 교행 가능, | : 교행 불가
- 모든 역 홋카이도에 소재

| 노선명    | 역 번호 | 역명            | 일어 역명 | 영업 거리 | 쾌속 시레토코                                   | 접속 노선                                     | 선로 | 소재지                 |
| --------- | ------- | --------------- | --------- | --------- | ----------------------------------------------- | --------------------------------------------- | ---- | ---------------------- |
| 센모 본선 | A69     | 아바시리        | 網走      | 0.0       | ●                                               | 홋카이도 여객철도:세키호쿠 본선               | ◇    | 아바시리시             |
| 센모 본선 | B79     | 가쓰라다이      | 桂台      | 1.4       | ｜                                              |                                               | ｜   | 아바시리시             |
| 센모 본선 | B78     | 마스우라        | 鱒浦      | 6.2       | ｜                                              |                                               | ｜   | 아바시리시             |
| 센모 본선 | B77     | 모코토          | 藻琴      | 8.7       | ●                                               |                                               | ｜   | 아바시리시             |
| 센모 본선 | B76     | 기타하마        | 北浜      | 11.5      | ●                                               |                                               | ｜   | 아바시리시             |
| 센모 본선 | B75     | (임) 겐세이카엔 | 原生花園  | 16.9      | ■                                               | ※1                                            | ｜   | 샤리 군 고시미즈정     |
| 센모 본선 | B74     | 하마코시미즈    | 浜小清水  | 20.1      | ●                                               |                                               | ◇    | 샤리 군 고시미즈정     |
| 센모 본선 | B73     | 야무베쓰        | 止別      | 25.8      | ●                                               |                                               | ｜   | 샤리 군 고시미즈정     |
| 센모 본선 | B72     | 시레토코샤리    | 知床斜里  | 37.3      | ●                                               |                                               | ◇    | 샤리 군 샤리정         |
| 센모 본선 | B71     | 나카샤리        | 中斜里    | 41.9      | ●                                               |                                               | ｜   | 샤리 군 샤리정         |
| 센모 본선 | B69     | 기요사토초      | 清里町    | 49.2      | ●                                               |                                               | ◇    | 샤리 군 기요사토정     |
| 센모 본선 | B68     | 삿쓰루          | 札弦      | 57.0      | ●                                               |                                               | ｜   | 샤리 군 기요사토정     |
| 센모 본선 | B67     | 미도리          | 緑        | 65.3      | ●                                               |                                               | ◇    | 샤리 군 기요사토정     |
| 센모 본선 | B66     | 가와유 온천     | 川湯温泉  | 79.8      | ●                                               |                                               | ◇    | 가와카미 군 데시카가정 |
| 센모 본선 | B65     | 비루와          | 美留和    | 87.0      | ｜                                              |                                               | ｜   | 가와카미 군 데시카가정 |
| 센모 본선 | B64     | 마슈            | 摩周      | 95.7      | ●                                               |                                               | ◇    | 가와카미 군 데시카가정 |
| 센모 본선 | B62     | 이소분나이      | 磯分内    | 110.4     | ●                                               |                                               | ｜   | 가와카미 군 시베차정   |
| 센모 본선 | B61     | 시베차          | 標茶      | 121.0     | ●                                               |                                               | ◇    | 가와카미 군 시베차정   |
| 센모 본선 | B59     | 가야누마        | 茅沼      | 134.9     | ●                                               |                                               | ｜   | 가와카미 군 시베차정   |
| 센모 본선 | B58     | 도로            | 塘路      | 141.9     | ●                                               |                                               | ◇    | 가와카미 군 시베차정   |
| 센모 본선 | B57     | 호소오카        | 細岡      | 149.1     | ｜                                              |                                               | ｜   | 구시로 군 구시로정     |
| 센모 본선 | B56     | 구시로 습원     | 釧路湿原  | 151.5     | ■                                               | ※2                                            | ｜   | 구시로 군 구시로정     |
| 센모 본선 | B55     | 도야            | 遠矢      | 158.8     | ●                                               |                                               | ｜   | 구시로 군 구시로정     |
| 센모 본선 | B54     | 히가시쿠시로    | 東釧路    | 166.2     | ●                                               | 홋카이도 여객철도：네무로 본선（네무로 방면） | ◇    | 구시로시               |
| ＊        | B54     | 히가시쿠시로    | 東釧路    | 166.2     | ●                                               | 홋카이도 여객철도：네무로 본선（네무로 방면） | ◇    | 구시로시               |
| K53       | 구시로  | 釧路            | 169.1     | ●         | 홋카이도 여객철도: 네무로 본선（오비히로 방면） | ◇                                             |      | 구시로시               |

- * : 히가시쿠시로 역 - 구시로 역 간은 네무로 본선 구간